# NGC 2850
NGC 2850 في الفهرس العام الجديد، هي مجرة، تقع في كوكبة الشجاع. اكتشفت في 22 مارس 1882 بواسطة إدوارد ستيفان.

## روابط خارجية
- NGC 2850 على موقع ويكي سكاي: DSS2, SDSS, GALEX, IRAS, Hydrogen α, X-Ray, Astrophoto, Sky Map, Articles and images